# 關德興
關德興，MBE（1905年6月27日—1996年6月28日），香港著名粵劇和電影演員、粵劇編劇及武術家。以演出黃飛鴻系列電影而享譽藝壇。亦是香港坪洲金花廟的配祀神明「護法大將軍」。
他在家族排行第二。早年跟小武靚就學戲，故入班後取藝名「新靚就」（觀眾認為他的功架似靚就，如是提議他取此名號）。與新馬師曾齊名。

## 生平
關德興於乙巳年農曆五月廿五生於廣州府，祖籍廣東省開平市赤坎鎮，出身於貧苦家庭的他排行第二，對上的長兄於出生時夭折，對下尚有一弟一妹，父親在關氏未滿7歲便因病去世，家人經營雜貨舖。關德興5歲時因雜貨舖失火而面對家道中落，母親於是替人燙洗衣服養家糊口。直至8歲隨母親再嫁而過繼予新家庭，回鄉耕田養牛；當時只入讀私塾半年。他12歲開始靠氣力赚钱，做建築業小差。13歲曾經往新加坡的餐廳做侍應，又當過酒店清潔員，同期於14歲開始學戲，拜師小生新北。16歲，關德興已去廣州參加了“紅船班”，經常下鄉演出。後來為了深造粵劇，便拜了靚元亨為師。他有志學編劇，曾寫過一長篇小說，但未曾出版。
1928年（23歲），關德興結婚，妻子就是演員“扎腳勝”的女兒陳日初，後來生了兒子關漢泉。
1932年，在美國三藩市主演電影《歌侶情潮》。
1935年，主演《昨日之歌》。對日抗戰期間，他參與組織粵劇團到廣東、廣西與湖南等地義演，也曾與白駒榮、胡蝶影、馮鏡華等在普慶戲院舉行義演，以進行抗日宣傳和慰問軍隊的活動，後又環遊全美國募捐支持抗日，曾組織「三藩市救國總會」，獲贈「愛國藝人」錦旗。
20世紀50年代，他組織了“關德興劇團”，後來改以跌打行醫為業，電影為副業。
1953年12月6日，他在香港英皇道89號開設關德興藥局，專賣跌打風濕藥。
1953年，關德興被邀請到當時還是英國殖民地的馬來半島上的霹靂古岡州公會當武術教練，傳授中華武術長達四年。
當然也到在香港的旅港關氏宗親總會聯誼。
20世紀70年代，在香港開設了“寶芝林”藥局。
粵劇方面，他擅演關雲長，其開面工夫細緻，且最擅拋繩拉弓等武功。關德興從事影劇表演60年，主演過130部影片，其中有77部是黃飛鴻影片。黃飛鴻系列電影是世界上劇集數量最多的電影，關德興是主演這一系列電影最多的演員。
1982年，獲得英女皇頒贈的MBE勳銜。
1996年春天重返美國接受三藩市阿姆斯特朗大學頒發的人文榮譽博士學位。同年因胰腺癌病逝於香港。

## 武藝
除了電影事業外，關德興也醉心於武術，早期學洪拳，屬白鶴派兼其他流派。曾獲白鶴派大師黃漢榮嫡傳弟子霍雄傳授俠家拳。
1932年，在美國受西部牛仔片影響，練成神鞭。
後自創無極剛柔拳。

## 霹靂古岡州公會
1953年，當時馬來半島還是英國的殖民地，為了慶祝當年在6月2日英女皇的加冕典禮，在霹靂的怡保DR公園舉行了一場大型慶典，為此目的當時成立了「霹靂古岡州公會」，公會內設有舞獅舞龍團及武術部，而關德興被邀請為武術教練，教授南拳派武術。關德興是霹靂古岡州公會的永久會員，在公會教武術達四年之久。
現今館內尚留存20件大小不同，當時關德興留下的冷兵器。這些冷兵器都是中國製造，再運到當地，特別之處是重量比其他社團用來表演的冷兵器重很多。據說在第二次世界大戰日本入侵馬來半島時期，這些冷兵器被用來抗日。20件冷兵器中有以下這幾件：
蛇矛、長劍、關刀、方天戟、復古大靶、單頭棒、蝴蝶雙刀、子母雙刀、五節鞭（鋼制）、單頭棍、雙頭棍。

## 神化
一九八一年金花聖母寶誕日〔農曆四月十七日〕的前幾天，有【現代黃飛鴻】之稱的關德興先師在日本公幹時，得到金花聖母托夢，表示關先師與祂有緣，要求關先師協助，宣揚金花廟，引多些香火。 金花聖母還指示關先師務必入坪洲向祂祝賀，屆時當地理事自會迎接。 並問關先師有什麽願望，祂都予以成全。 當時關先師表示，只要身體健康即可，而之前並不知道原來坪洲有此廟。
當晚，坪洲金花廟理事亦夢見金花聖母，指坪洲可修廟之善信有心無力，希望借助關德興先師之力，多引些香火入廟。 同時表示，寶誕當日關先師會入坪洲向祂祝賀，理事須親自接待。 第二天理事將此事告知坪洲鄉鄰，但當時很多人不相信。 到了寶誕當日，關先師果然帶同弟子入坪洲向金花聖母祝賀，而理事亦同時在廟前等候。 如此靈驗，關先師便開始每星期帶同善信入坪洲金花廟參拜。 但每次回去後均大病一場，如是者兩個月，關先師便將此事告知理事。 理事得悉後，立即向金花聖母稟報。 當晚，關先師即夢見金花聖母向他解說這兩個月來是考驗他是否誠心誠意，並表示關先師祇要繼續參拜，即可痊愈，而且身體會更加健康，威望也會更高。 於是關先師繼續前來，果然靈驗。 關先師因此拜金花聖母為師。
幾個月後，關先師獲英女皇頒授ＭＢＥ勳銜。翌年一九八二年金花聖母寶誕日，關先師和好友陸智夫先師聯同其他好友及弟子，帶領金龍及醒獅隊，租專船入坪洲金花廟賀誕，從此成為一年一度的盛事。同年中，關先師更發起重修及擴建坪洲金花廟之籌款活動以謝神恩。 此時，理事得到金花聖母報夢，表示不想將坪洲金花廟擴建，原因是金花聖母祇希望到廟參拜的善信是出於誠心誠意，而不是被廟宇的輝煌所吸引而來。 所以最後關先師祇將坪洲金花廟重修。 至此，每年農曆四月十七日金花誕，關先師例必帶領醒獅隊入坪洲賀誕，風雨不改。 爲了表示尊重金花聖母，每年關先師在弟子為其賀壽的宴席上，必供奉金花聖母，並吩咐眾弟子必須先向金花聖母參拜後，才可向他祝壽，極盡尊師重道之禮儀。 壽筵所收禮金亦均捐作慈善用途。 之後關先師每遇重大事情，均求教於金花聖母。
在一九九五年下半年關先師往美國渡假前入坪洲向金花聖母辭行時，金花聖母顯靈，詢問關先師是否願意普渡眾生，關先師即時表示願意。 翌年一九九六年，關先師仙遊極樂的第二日，坪洲金花廟理事及善信，得到金花聖母顯靈指示：由於關先師前生是天神，而今世在凡間亦樂善好施及尊師重道，對長者關懷備至，廣積功德，可以重歸仙班，並獲金花聖母封為護法大將軍，協助金花聖母普渡眾生。 在其仙遊後一佰零三天〔即農曆八月廿七日〕，由其兒子關漢泉先生請人製造神像，聯同師兄弟及好友由醒獅隊護送入坪洲，再由坪洲金花廟理事會同前離島區議會主席兼坪洲鄉事會主席林偉強太平紳士及各鄉紳接入坪洲金花廟，擺放在金花聖母左邊供人參拜。 如今關先師身為金花聖母護法大將軍，為善信保國泰民安、心想事成及老少和諧，深得敬仰。

## 作品

### 電影
1935年
- 昨日夜歌（與李綺年、黃曼梨、林妹妹合演）
- 殘歌（與李綺年、黄壽年、羅淑釵合演）

1936年
- 血濺二柳莊（與唐醒圖合演）
- 神鞭俠（與胡蝶影、鄺山笑、伊秋水合演）

1937年
- 摩登貂蟬（與胡蝶影、唐醒圖、盧敦合演）

1939年
- 大俠甘鳳池（與唐醒圖、半日安、紫蘭女合演）

1940年
- 怪俠一枝梅（與林麗萍、黄壽年、周志誠合演）
- 插翼虎（與夏寶蓮、陳天縱、劉克宣合演）

1941年
- 生武松（與楚岫雲、黎灼灼、朱普泉合演）

1947年
- 週身膽鬧廣州（與梁上燕、劉克宣、姚萍合演）
- 怪俠獨眼龍（與鄒潔雲、黃楚山、劉克宣合演）

1948年
- 烽火漁村（與白燕、小燕飛、馬笑英合演）
- 血染霓裳（與陸小仙、周坤玲、黃超武合演）

1949年
- 黃飛鴻傳（上集）：鞭風滅燭（與曹達華、陳露華、石堅合演）
- 黃飛鴻傳（下集）：火燒霸王莊（與曹達華、陳露華、石堅合演）
- 女鏢師三戲神鞭俠（與鄔麗珠、姚萍、賈子秋合演）
- 一劍定江山（與唐醒圖、陳天縱、劉克宣合演）
- 長使娥眉淚滿襟（與小燕飛、張活游、陳天縱合演）

1950年
- 黃飛鴻傳第三集：血戰流花橋（與曹達華、藍夜、廖志偉合演）
- 黃飛鴻傳第四集：梁寬歸天（與曹達華、藍夜、廖志偉合演）
- 薛仁貴血戰柳家莊（與曹達華、銀劍影、石堅合演）

1951年
- 銀海春光（與張活游、上海妹、秦小梨合演）
- 五虎斷魂（與曹達華、于素秋、王元龍合演）
- 百戰神弓（與曹達華、羅艶卿、石燕子合演）
- 黃飛鴻傳（大結局）（與林蛟、陳露華、鄧德華合演）

1952年
- 虎膽英魂（與曹達華、羅艶卿、鄭惠森合演）

1953年
- 黃飛鴻一棍伏三霸（與鳳凰女、鄭惠森、石堅合演）

1954年
- 南海拳王（與何非凡、羅艶卿、鄭碧影合演）
- 黃飛鴻初試無影腳（與鄭碧影、石堅、林家聲合演）
- 黃飛鴻與林世榮（與鄭碧影、劉湛、林家儀合演）
- 碧血染親兄（與鄭惠森、麗兒、莫蘊霞合演）

1955年
- 黃飛鴻威震四牌樓（與曹達華、鄭碧影、蘇少棠合演）
- 鐵馬騮別傳（大結局）（與曹達華、石堅、鄭惠森合演）
- 黃飛鴻正傳（與曹達華、石堅、林蛟合演）
- 黃飛鴻長堤殲霸（與曹達華、劉湛、任燕合演）
- 黃飛鴻花地搶炮（與曹達華、鄭碧影、蘇少棠合演）
- 續黃飛鴻傳（與曹達華、藍夜合演）

1956年
- 黃飛鴻古寺救情僧（與任劍輝、鄭碧影、石堅合演）
- 黃飛鴻七鬥火麒麟（與陳錦棠、蔡艷香、曹達華合演）
- 黃飛鴻沙面伏神犬（與曹達華、石堅、任燕合演）
- 黃飛鴻擂台比武（與曹達華、石堅、莫蘊霞合演）
- 黃飛鴻天后廟進香（與曹達華、石堅、任燕合演）
- 武松血濺獅子樓（與陳錦棠、鳳凰女、鄧寄塵合演）
- 黃飛鴻三戲女鏢師（與曹達華、石堅、梁無相合演）
- 黃飛鴻龍舟奪錦（與石堅、任燕、林蛟合演）
- 黃飛鴻義救賣魚燦（與林蛟、石堅、文兒合演）
- 黃飛鴻七獅會金龍（與林蛟、羅艶卿、石堅合演）
- 關公月下釋貂蟬（與鄧碧雲、陳錦棠、鳳凰女合演）
- 黃飛鴻醒獅會麒麟（與曹達華、曾振華、任燕合演）
- 將奪王妃（與新馬仔、任燕、麗兒合演）
- 黃飛鴻大戰雙門底（與曹達華、石堅、任燕合演）
- 左崧傳（與石燕子、顧天吾、任燕合演）
- 黃飛鴻怒吞十二獅（與曹達華、石堅、任燕合演）
- 黃飛鴻橫掃小北江（與曹達華、陳露薇、石堅合演）
- 黃飛鴻火燒大沙頭（與南紅、林蛟、石堅合演）
- 白鶴英雄傳（與梅珍、曹達華、石堅合演）
- 黃飛鴻官山大賀壽（與余美華、曹達華、石堅合演）
- 黃飛鴻義救龍母廟（與曹達華、鄭碧影、林家聲合演）
- 黃飛鴻水底三擒蘇鼠廉（與曹達華、石堅、任燕合演）
- 黃飛鴻大鬧佛山（與曹達華、石堅、任燕合演）
- 黃飛鴻觀音山雪恨（與梅珍、曹達華、方萍合演）
- 黃飛鴻獨臂鬥五龍（與曹達華、石堅、任燕合演）
- 黃飛鴻鐵雞鬥蜈蚣（與石堅、任燕、林蛟合演）
- 女俠響尾追魂鏢（與曹達華、于素秋、林家儀合演）
- 黃飛鴻大鬧花燈（與曹達華、石堅、任燕合演）
- 嫦娥奔月（與任劍輝、鄧碧雲、麗兒合演）
- 黃飛鴻伏二虎（與南紅、林蛟、曹達華合演）
- 黃飛鴻紅船殲霸（與李寶塋、鍾麗蓉、黎文所合演）
- 黃飛鴻花艇風雲（與曹達華、鄭碧影、林蛟合演）

1957年
- 魚腸劍（與鄧碧雲、梁醒波、麗兒合演）
- 黃飛鴻夜探黑龍山
- 黃飛鴻血濺姑婆屋
- 風火鬼頭刀
- 黃飛鴻大破飛刀黨
- 十五貫
- 黃飛鴻喋血馬鞍山
- 黃飛虎反五關
- 黃飛鴻河南浴血戰
- 南海拳王夜盜梅花馬
- 拳頭世界
- 胭脂馬三鬥黃飛鴻
- 橫霸七省勝字旗
- 關公千里送嫂
- 哪宅鬧東海
- 楚漢爭
- 哪宅大鬧天宮
- 黃飛鴻獅王爭霸
- 黃飛鴻二龍爭珠

1958年
- 黃飛鴻大破馬家莊
- 萬世流芳張玉喬
- 黃飛鴻擂台鬥三虎
- 黃飛鴻五毒鬥雙龍
- 黃飛鴻西關搶新娘
- 黃飛鴻虎穴救梁寬
- 黃飛鴻龍虎爭鬥
- 十萬童屍
- 黃飛鴻夫妻除三害
- 樊梨花金光陣產子
- 黃飛虎反五關（續集）
- 黃飛鴻大鬧鳳凰崗
- 飛行太子
- 黃飛鴻大破金鐘罩
- 黃飛鴻鐵雞鬥神鷹
- 薛刖打爛太廟

1959年
- 黃飛鴻義貫彩虹橋
- 三盜九龍杯
- 黃飛鴻被困黑地獄
- 聞天香三戲聞太師
- 大破銅網陣
- 火葬爛頭何
- 黃飛鴻戲棚伏虎
- 猩猩王大鬧天宮
- 白娘娘借屍還魂
- 七俠五義夜探沖宵樓

1960年
- 屠龍女三鬥粉金剛
- 黃飛鴻擂台爭霸戰
- 怪俠赤屠龍
- 哪吒蛇山救母
- 猩猩王大戰黃飛鴻
- 天山雙孤鬥屠龍（上集）

1961年
- 香江花月夜
- 青龍鎮殲霸戰
- 黃飛鴻大破五虎陣
- 神拳鐵扇子

1967年
- 黃飛鴻虎爪會群英

1968年
- 黃飛鴻醒獅獨霸梅花樁
- 黃飛鴻拳王爭霸
- 黃飛鴻肉搏黑霸王
- 黃飛鴻醉打八金剛
- 黃飛鴻威震五羊城
- 神鞭俠

1969年
- 黃飛鴻神威伏三煞
- 黃飛鴻浴血硫磺谷
- 黃飛鴻虎鶴鬥五狼
- 黃飛鴻巧奪鯊魚青

1970年
- 黃飛鴻勇破烈火陣
- 神探一號

1974年
- 黃飛鴻少林拳

1979年
- 林世榮

1980年
- 黃飛鴻與鬼腳七

1981年
- 勇者無懼

1986年
- 最佳拍檔之千里救差婆
- 烏龍大家庭

1994年
- 大富之家

### 唱片
- 1956年：關公月下釋刁嬋

新靚就（關德興）、張小顰合唱

### 電視劇（無綫電視）
- 1976年：黃飛鴻（與石堅合演）

### 電視節目（無綫電視）
- 1982年：歡樂滿東華
- 1986年：歡樂今宵
- 1986年：星光錦繡耀舞台
- 1988年：群星共賀公益金
- 1991年：華東水災籌款之夜
- 1995年：城市追擊

### 電視節目（亞洲電視）
- 1990年：今夜不設防（第9集嘉賓）

### 廣告
- 1983年：家庭計劃指導會：男子有紮

飾演賣魚勝（秦煌）的師父
- 1990年：黑面蔡楊桃汁

### 書籍
關德興十型拳

## 影視媒體形象

### 舞台劇
- 《南海十三郎》：由楊英偉飾演新靚就。

### 電影
- 《南海十三郎》：1997年電影，改編自同名舞台劇，由楊英偉飾演新靚就。
- 《精裝難兄難弟》：1997年電影，由羅家英飾演黃飛鴻，影射關德興。

### 電視
- 《金像獎歌曲頒獎典禮1986》：由盧海鵬扮演黃師傅，模仿關德興。
- 《南海十三郎》：1999年電視劇，由煒烈飾演新靚就。
- 《同撈同煲》：2005年電視劇，由羅莽飾演關德聲，影射關德興。
- 《荷里活有個大老千》：2019年電視劇，由關偉倫飾演黃師傅，影射關德興。

## 外部連結
- . 網易娛樂.   [2008-11-03]. （原始内容存档于2016-03-05） （中文（中国大陆））.
- . 安徽教育資源中心. （原始内容存档于2009-08-13） （中文（中国大陆））.
- . 江门五邑文化数字网.   [2008-11-03]. （原始内容存档于2009-08-14） （中文（中国大陆））.
- 關德興
- 五邑名人-關德興 （页面存档备份，存于）
- 關德興簡歷（開平文化）
- 榮獲「生角色」譽稱演員的高超演技 （页面存档备份，存于）
- 關德興在香港影庫上的簡介
- 關德興在互联网电影资料库（IMDb）上的資料（英文）
- 關德興在豆瓣上的资料（简体中文）
- 關德興在时光网上的簡介（简体中文）